# Pietraszki
Pietraszki est un village de Pologne, situé dans la gmina de Brańsk, dans le Powiat de Bielsk Podlaski, dans la voïvodie de Podlachie au nord-est de la Pologne.

## Source
- (en) Cet article est partiellement ou en totalité issu de l’article de Wikipédia en anglais intitulé « Pietraszki, Podlaskie Voivodeship » (voir la liste des auteurs).